# Hut 6

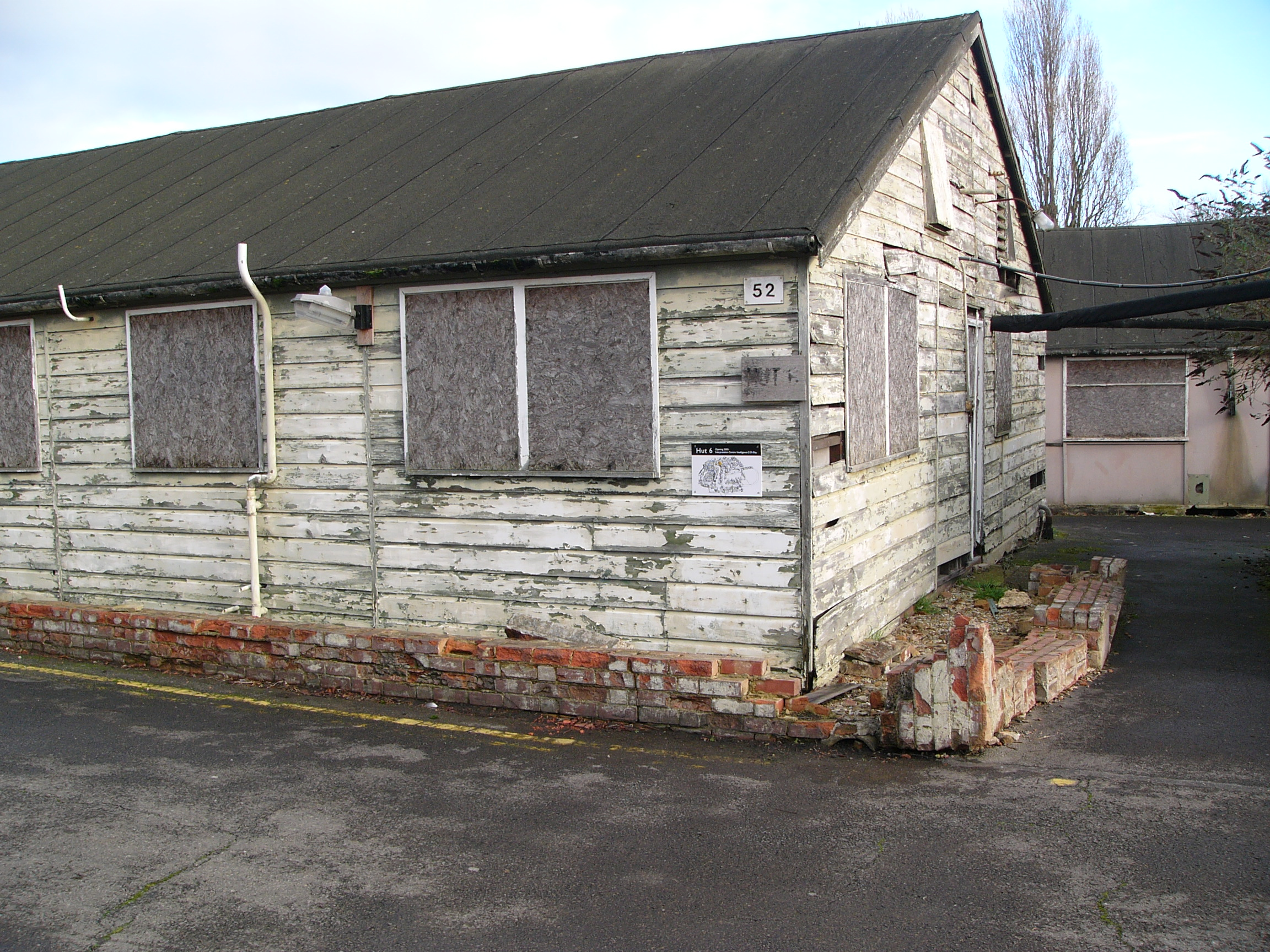
In Hut 6 wurde ab 1939 an der Entzifferung der deutschen Enigma-Maschine gearbeitet (2004)

Hut 6 (auch: Hut Six, deutsch „Baracke 6“) war während des Zweiten Weltkriegs eine Abteilung des britischen Geheimdienstes mit Sitz in Bletchley Park. Hauptaufgabe war die Entzifferung von Funksprüchen, die vom deutschen Heer und der Luftwaffe mithilfe der Rotor-Chiffriermaschine Enigma I verschlüsselt wurden. Dies gelang äußerst erfolgreich: Beispielsweise im Sommer 1944, kurz nachdem am D-Day die alliierte Landung in der Normandie erfolgreich durchgeführt worden war, entzifferte Hut 6 mehr als zweitausend deutsche Funksprüche pro Tag und schuf damit die Grundlage für die Versorgung (Ultra) der alliierten Befehlshaber mit kriegswichtigen Informationen.

## Vorgeschichte
Bletchley Park (B.P.) ist ein alter Landsitz nahe der südenglischen Stadt Bletchley. Er liegt etwa 70 km nordwestlich von London in der Grafschaft Buckinghamshire. Im Mai 1938, gut ein Jahr vor dem deutschen Überfall auf Polen, der den Zweiten Weltkrieg auslöste, wurde das Anwesen mitsamt dem dazugehörigen Grundstück von etwa 23 ha Land durch den Chef des Secret Intelligence Service (SIS), Admiral Sir Hugh Sinclair (1873–1939), käuflich erworben.

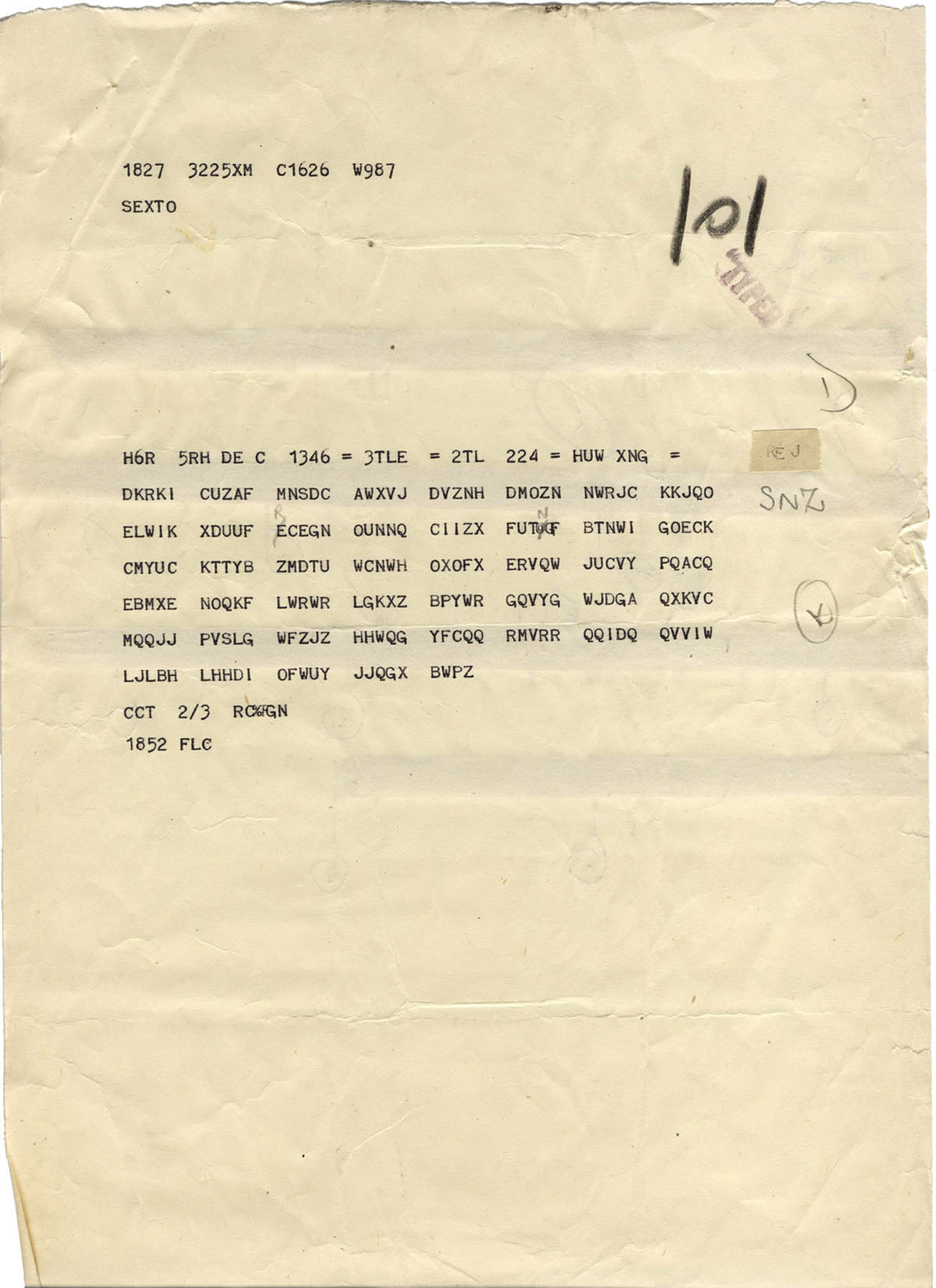
Abgefangener Enigma-Funkspruch, wie er typischerweise in B.P. zu entziffern war

Kurz darauf begann die neue Nutzung von B.P., indem hier zunächst nur wenige Dutzend Personen der Government Code and Cypher School (G.C. & C.S., deutsch etwa „Staatliche Code- und Chiffrenschule“), einer Vorläuferin der heutigen Government Communications Headquarters (GCHQ), untergebracht wurden. Im Jahr 1940 gehörten dazu Persönlichkeiten wie Oliver Strachey (1874–1960), Alastair Denniston (1881–1961), Dillwyn Knox (1884–1943), Edward Travis (1888–1956), John Tiltman (1894–1982), Max Newman (1897–1984), Josh Cooper (1901–1981), Hugh Foss (1902–1971), Gordon Welchman (1906–1985), Stuart Milner-Barry (1906–1995), Hugh Alexander (1909–1974), Alan Turing (1912–1954), Peter Calvocoressi (1912–2010), John Jeffreys (1916–1944), Joan Clarke (1917–1996), William Tutte (1917–2002) und John Herivel (1918–2011).
Nachdem britische Codebreaker vor dem Krieg vergeblich versucht hatten, die deutsche Enigma-Maschine zu brechen, erhielten sie auf dem im Juli 1939, also nur gut einen Monat vor Ausbruch des Zweiten Weltkriegs, nahe Warschau stattfindenden damals hochgeheimen Treffen von Pyry, entscheidende Hinweise von polnischen Kryptoanalytikern um Marian Rejewski (1905–1980). Beflügelt durch diesen Anschub, insbesondere durch die nun erlangte Kenntnis der Verdrahtungen der Enigma-Walzen, glückte es bald darauf auch den Briten, deutsche Enigma-Funksprüche zu entziffern. Das wichtigste Hilfsmittel dazu war zweifellos eine elektromechanische „Knackmaschine“, die, ebenfalls noch im Jahr 1939, der englische Mathematiker und Kryptoanalytiker Alan Turing ersann und die nach ihm als Turing-Bombe (kurz: Bombe) bezeichnet wurde. Diese wurde kurz darauf durch seinen Landsmann und Kollegen Welchman durch Erfindung des diagonal board (deutsch: „Diagonalbrett“) noch entscheidend verbessert.

## Aufgaben

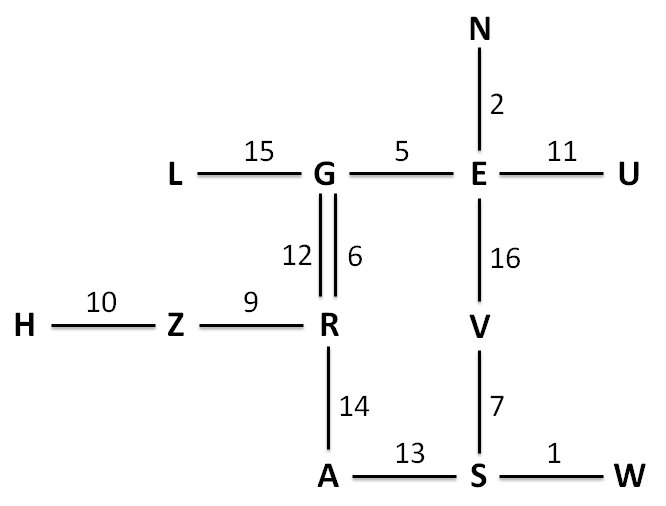
Ein typisches Menü, mit dem die Bombes „gefüttert“ wurden

In den Jahren ab 1940 bis Kriegsende 1945 konnten die Briten nun die von ihren hauptsächlich im Vereinigten Königreich, darüber hinaus aber auch weltweit arbeitenden Funkabhörstellen (siehe auch: Y-Dienst) aufgefangenen deutschen Enigma-Funksprüche nahezu kontinuierlich brechen. Dazu mussten jeden Tag aufs Neue für jedes der zahlreichen deutschen Schlüsselnetze die jeweils gültigen Tagesschlüssel ermittelt werden. Erst danach ließen sich die Klartexte der deutschen Enigma-Funksprüche lesen. Zur Ermittlung der Schlüssel wurde die Bombe eingesetzt, die dazu mit geeigneten „Menüs gefüttert“ (programmiert) werden musste, die mithilfe von Cribs, also geeigneten Textpassagen (Klartext-Geheimtext-Kompromittierung) bestimmt wurden, von denen die Codebreaker vermuteten, dass diese in verschlüsselter Form im Funkspruch vorhanden waren.
Die Ausarbeitung der geeigneten kryptanalytischen Methoden, die Auswahl der Cribs, die Bestimmung der daraus resultierenden Menüs zur Programmierung der Bombes sowie die Ermittlung der richtigen Tagesschlüssel aus den Ergebnissen der Bombe-Läufe geschah durch die Mitarbeiterinnen und Mitarbeiter von Hut 6.
Nach der ersten Turing-Bombe (ohne diagonal board) genannt Victory vom März 1940, die ursprünglich in Hut 1 aufgestellt worden war, kam die erste voll betriebsfähige Turing-Welchman-Bombe (inkl. diagonal board) Mitte August 1940 zum Einsatz. Sie hatte den Namen Agnes erhalten, möglicherweise zu Ehren von Agnes Meyer Driscoll, der US-amerikanischen Kollegin der britischen Codebreakers. Für die Exhaustion (vollständiges Durchsuchen des Schlüsselraums) einer der sechzig möglichen Walzenlagen der Enigma I benötigte Agnes etwa 15 Minuten, eine Zeitspanne, die bei späteren Exemplaren durch Erhöhung der Drehzahl auf etwa sechs Minuten reduziert werden konnte.
Unter enger Zusammenarbeit des Kryptoanalytikers Welchman und des Elektroingenieurs Harold Keen (1894–1973) entstanden bis Ende 1941 unter dem Decknamen „CANTAB“ zwölf weitere Exemplare. Hiermit wurden in Hut 6 unter der Leitung zunächst von Gordon Welchman und seinem Stellvertreter Hugh Alexander die von Heer und Luftwaffe der Wehrmacht mit der Enigma I verschlüsselten Funksprüche entziffert. Nachdem Alexander im Oktober 1941 zur Hut 8 wechselte, wurde Stuart Milner-Barry sein Nachfolger als Deputy (Stellvertreter), bevor er schließlich im Herbst 1943 in Nachfolge von Welchman Chef der Hut 6 wurde.

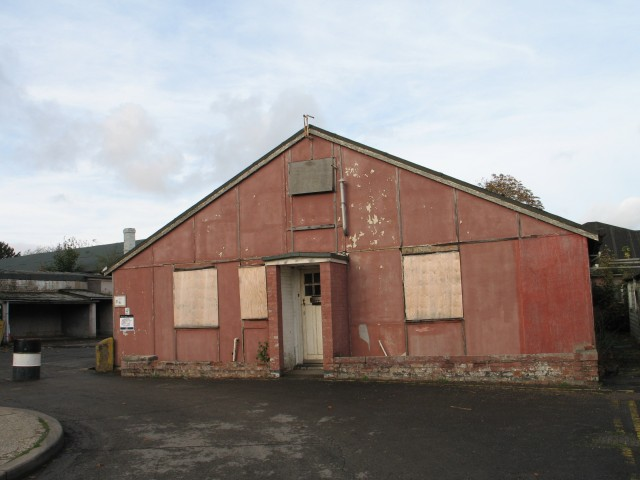
In Hut 3 wurden die durch Hut 6 entzifferten Nachrichten ausgewertet (2009)

Bis Kriegsende wurden mehr als 210 Bombes hergestellt. Nachdem die ersten Bombes noch in Hut 6 selbst betrieben wurden, kamen die weiteren Exemplare dann in anderen Baracken auf dem Gelände von B.P. aufgestellt, wie Hut 11, und schließlich in Außenstellen gebracht, (englisch outstations) wie nach Eastcote.
Räumlich und organisatorisch eng angegliedert an Hut 6 war die Hut 3. Dort wurden die durch Hut 6 entzifferten Funksprüche ins Englische übersetzt und militärisch-taktisch ausgewertet („interpretiert“). Als Pendant zu den Huts 3 und 6 gab es, ebenfalls räumlich eng benachbart, die weiteren Huts 4 und 8. Dabei war Hut 8 für die Entzifferung der deutschen Marine-Funktelegramme (FTs) verantwortlich, die hierzu die Enigma-M3 und ab Februar 1942 auch die Enigma-M4 einsetzte. Und Hut 4 schließlich erledigte die Übersetzung und Auswertung der entzifferten Marine-FTs.
Im Januar 1943 wurde auf dem Gelände von B.P. ein neues, mit fast 40.000 m² deutlich größeres, steinernes Gebäude fertiggestellt, genannt Block D. Einen Monat später zogen die Mitarbeiter der Huts 3, 6 und 8 dahin um, behielten jedoch ihre alten Abteilungsbezeichnungen.